# 筆触分割

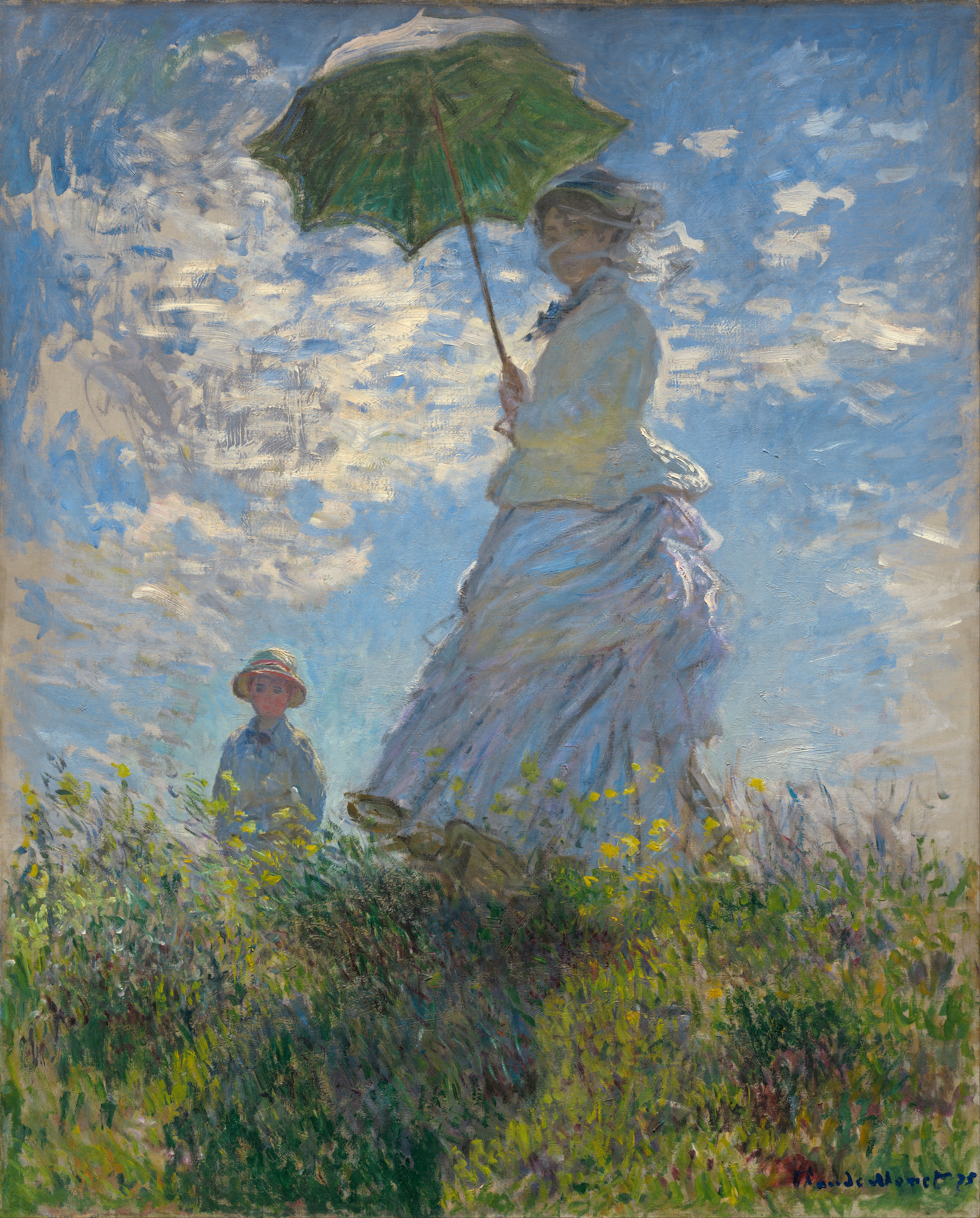
『散歩、日傘をさす女性』(1875年)、クロード・モネ、ナショナル・ギャラリー(ワシントンDC)所蔵。

筆触分割（ひっしょくぶんかつ、英: divided brushstroke）は、印象主義の画家たちが用いた絵画の技法である。普通、色をつくる際、何色かの絵の具を混ぜてイメージに合う色になるまで混色を行うが、筆触分割では、色を混ぜ合わせることはせず、一つ一つの筆触が隣り合うように配置する。そうすることにより、隣接する筆触の色が鑑賞者の網膜上で疑似的に混り、二つの異なる色が一つの色に見えるよう表現する。色彩分割、視覚混合とも言う。

## 概要

色相環。対に位置する2色がお互いの色調を強め合う補色の効果を生む。

一つ一つの隣接する色を遠巻きに眺めたとき、人の目は網膜上でそれらが混ざり合ったかのように錯覚する。筆触分割とは、それぞれの色彩を並置することにより、隣接する異なった二つの色をあたかも別の一つの色に見せる技法である。通常であれば、絵の具を混ぜて求める色を作るのであるが、混色によって作られた色は原色よりも彩度が低い。それに伴い、作品完成時の明るさが失われてしまう。一方、筆触分割によって完成された作品は個々の色は混色ではなく、原色に近い色の並置によって生み出されるので、作品完成時の彩度が高くなる。画面の彩度を高めるために、混色によって作った色をでなく、使用する色を光の三原色である赤、黄、青と、それらの第一混合色である橙、緑、紫など、太陽のプリズムが発する7色に限定する。
2色混ぜると無彩色(黒やグレー)になる色の性質を補色といい、これらの2色は並列するとお互いの色を強調し合う効果がある。色を分割して並置する際には、この補色の関係を意識しながら明るい画面に仕上げる。
筆触分割は三原色(赤、黄、青)と、そのうち2色混ぜることによって生み出される第一混合色(橙、緑、紫)を並置する手法である。例えば、明暗が異なる緑を表現したいときには、青と黄を混ぜる、もしくは青と黄を隣接させることによって緑だと錯覚するように描く。また、緑の近くに置かれた青は暗い緑に、同じく黄は明るい緑というように目が認識する。このように一つ一つの分割された色彩はキャンバスの上では混ざることはなく、それぞれ独立した要素となって作品を構成する。
人が風景や人混みを目にする際、焦点を当てた部分を除くと大部分はぼやけて見える。しかし、鮮明に見えなくとも、その細かい部分が人や葉っぱの群であると認識することはできる。筆触分割とは、このような人の認知の作用を利用した技法だ。
隣接する色を目にした絵の鑑賞者は、それらの色彩を網膜上で疑似的に混ざり合ったかのように認識するので、この手法は「視覚混合」とも呼ばれる。

## 歴史

### ドラクロワ

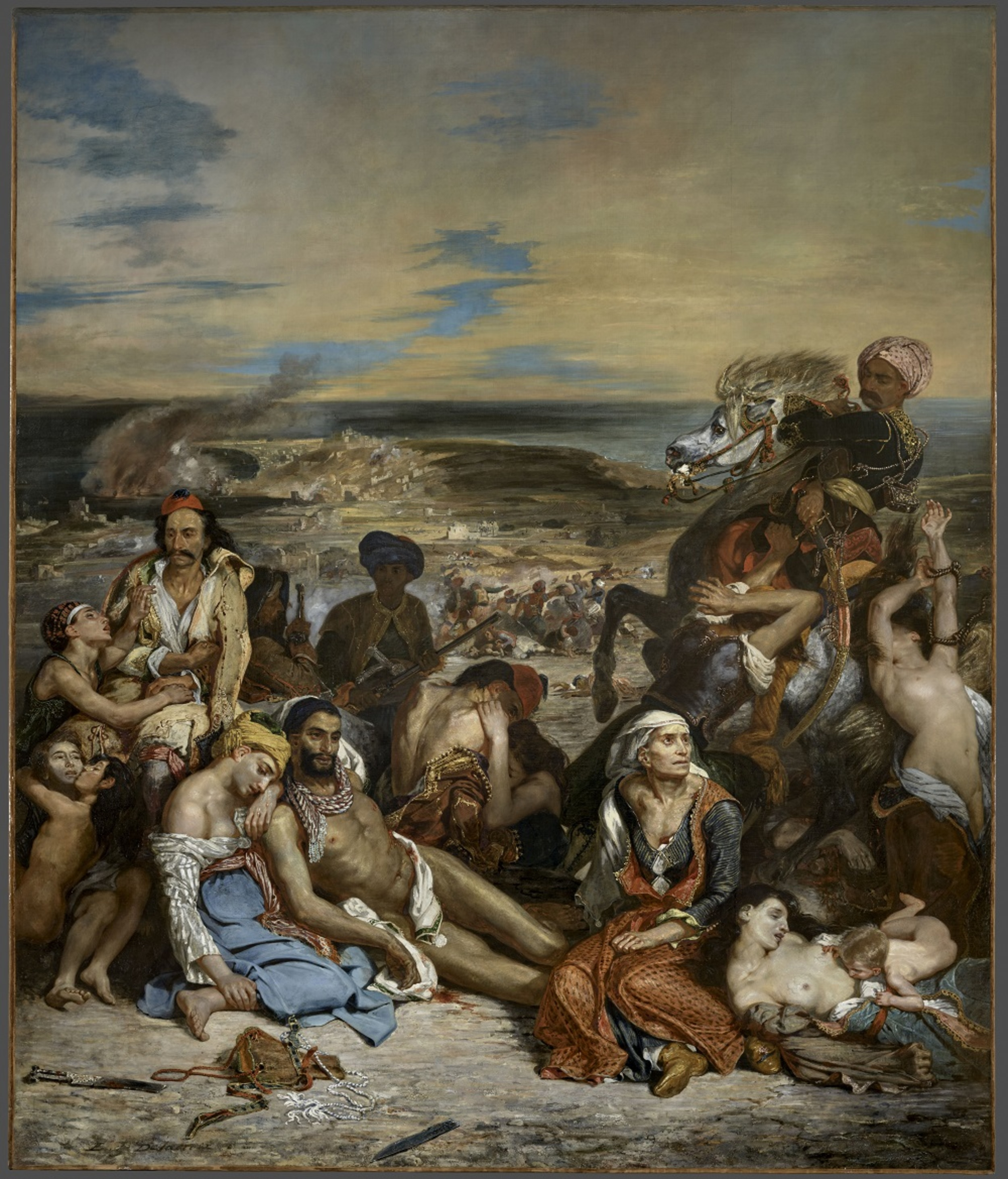
キオス島の虐殺（1823-24年）ウジェーヌ・ドラクロワ、ルーブル美術館所蔵。後景に描かれる人たちは茫漠であるものの、鑑賞者の目には表情などの情報がなくともそれらが人であると認識できる。

フランスの科学者であるミシェル=ウジェーヌ・シュヴルールは、画面上に並べられた小さな筆触を目にした際、色彩は視覚上で変化し、近くの色同士が混ざり合ったかのように錯覚することを証明した。このシュブルールの色彩理論を知悉していたウジェーヌ・ドラクロワは、明確に筆触を残し、且つ色彩を分割して配置する手法を試みる。
1800年にイギリスを訪れたドラクロワは、当時の主流であったターナーやコンスタンブルの作品を目にし、一つ一つの色を分割することにより引き出される明るい色彩表現に影響を受ける。帰国後、色彩分割の手法を『キオス島の虐殺』にて実践する。ドラクロワは、あえて作品の完成において不明瞭さを残すことによって、鑑賞者の想像力でもって曖昧な箇所を補い、作品の完成にしようと試みた。筆触分割による表現は細部に留まったものの、ドラクロワの色彩表現は後の印象派の理論を支えるものになった。

### 印象派

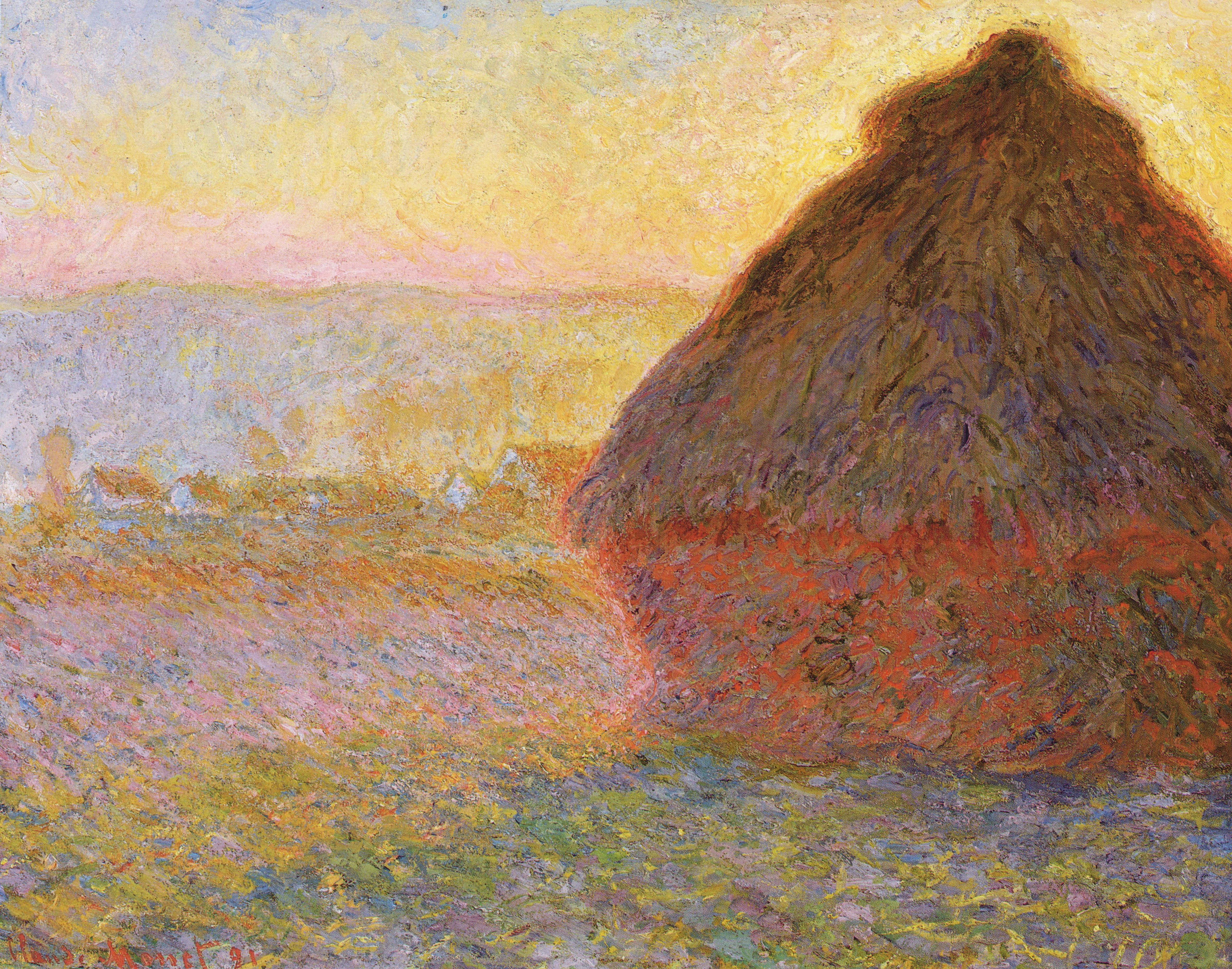
『積みわら-日没』(1890-91年)、クロード・モネ、ボストン美術館所蔵。1890年ころからモネは、太陽、霧、雨、雪、日没、夕暮れなどの気象や大気の効果を画面上に描き出すために、積みわらを連作した。大胆に筆触を残しながら積みわらとその背景を描いた。

筆触分割は印象主義運動を特徴づける根本要素となった。画家は光の変化が少ないアトリエ内で絵画の制作を行うのが普通であったが、モネやルノワールを始めとする印象派は戸外での制作にこだわり、刻々と変化する自然の様子を画面に抑えようとした。印象派の画家たちが試みたこととは、自然に対する観察の主体たる画家たちが主観的、感覚的に捉えた現実をより正確に描写することであった。
優れた色彩画家であったドラクロワから修業時代の印象派の画家らは強い影響を受けると同時に、このロマン派の巨匠が参考にしたシュブルールの色彩理論は、印象主義の理論的基礎となった。普通新たな色は絵の具を混ぜることによるのだが、この方法では絵の具の色が原色よりも暗くなるという欠点がある、そのため、太陽の光を受けた自然の明るい色彩をそのまま表現するには不足があった。ある瞬間に画家の目に映った光景を自然的な光の効果とともにキャンバスに定着しようと試みる過程で筆触分割という手法が洗練されていった。
印象派の先駆者であるクロード・モネは、
というように、描く対象の形態に留まらず、それが画家に与える色彩の印象を描くということを語った。時間の流れに伴い絶えず変化する空気や光の効果を瞬時に、そして直接的に彼らの感覚でもって如実に表現することに苦心した。同じく、印象主義の中心人物であるポールセザンヌも、
と、対象物を描く際に画家が抱くありのままの直感や感覚の重要性を強調した。このように目の前に広がる風景の一瞬を画面に収めるのに、筆触分割という技法は適していた。

## アカデミズムとの対立と評価
印象主義が広範に知れ渡る19世紀半ばにおいて、ルネサンス期の巨匠ラファエロの伝統を重んじる古典主義が、公式のサロンを開催するフランス美術アカデミーが提示した美術の定義であった。その中身とは、題材や構図などを理想的な美を模倣することによって成立する形式主義であり、遠近法に基づいた空間表現や素描の訓練による緻密な人体表現が好まれた。対象の描き方に至ってもなるべく筆跡を残さない術らかな仕上げが古典主義の技法であり、筆触分割という技法はこのような新古典主義に支えられるアカデミズムの規範を大きく逸脱するものであり、印象派の作品がフランス美術アカデミーの運営するサロンにおいて受け入れられることは少なかった。同時に批評家からは、仕上げの不足、粗雑、あげくの果ては技能が欠如していると見做された。モネやルノワールが中心となり有志が集まって開催された第1回印象派展に展示されたモネの『印象-日の出-』について批評家のルイ・ルロワは、フランスの風刺新聞「ル・シャリヴァリ」に掲載された「印象派の展覧会」と題された戯文形式の批評文のなかで、

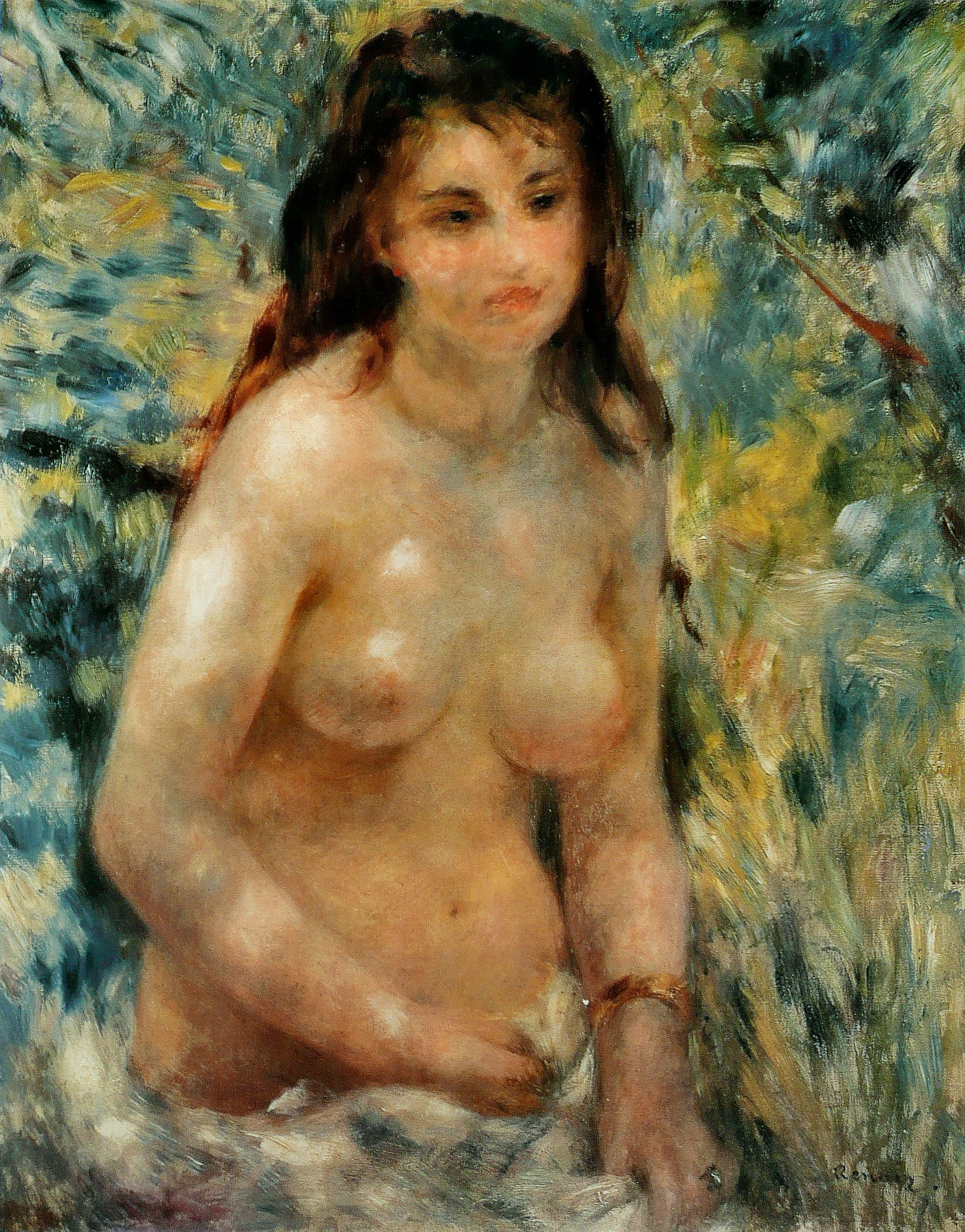
『陽光の中の裸婦』(1875～76) ピエール＝オーギュスト・ルノワール、オルセー美術館所蔵。

と酷評した。印象派という呼称が生まれたころは、筆触分割を用いて描かれる絵画はスケッチのような粗暴であると批評された。さらに、続く第2回展にて展示された作品とその中のルノワール作『陽の光の中の裸体』についてアルヴェール・ヴォルフは、
と、『ル・フィガロ』というフランスの日刊紙にて掲載された記事の中で記述している。このように、印象主義運動が始まった当時、筆触分割にでもって描かれた絵画には否定的な意見が多かった。だが、筆触分割による色彩表現に対して否定的な見方もある一方、同じく第2回展の際、ルイ・エドモン・デュランティは印象派の理念を正確に指摘し、筆触分割という技法について以下のように称賛している。

## 新印象主義への発展
印象派の筆触分割とは、あくまでも画家たちの直感や感覚に依拠した技法であり、緻密な計算に基づいてキャンバスに色を配置したわけではなかった。ジョルジュ・スーラやポール・シニャックら新印象派を構成する画家たちは、印象派の直感に基づいた無規則な色の配置を、色彩の科学的理論を根拠により精密に行おうと考えた。色彩を理論に基づいた並置し描くことにより、分割されたそれらの色がどのような効果を生み出すのか前もって把握することが可能になる。このような色彩表現の試行によって筆触分割の体系化を推し進め、後の点描主義へと結びつく。